# Maritiem Museum

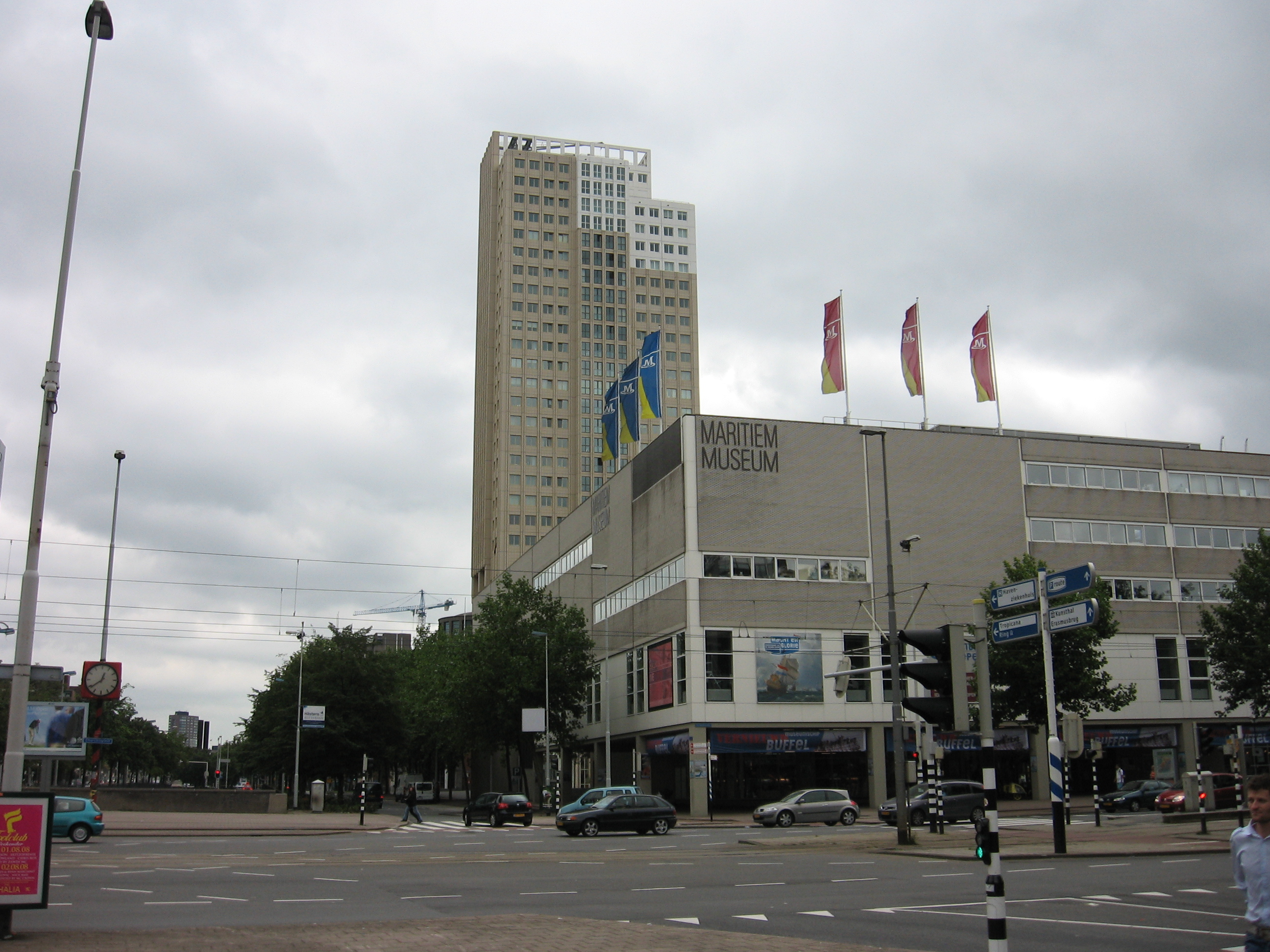
Die Straßenseite des Museums. Auf der Rückseite, der eigentlichen Schauseite, grenzt das Museum direkt an den Leuvehaven

Das Maritiem Museum (deutsch Maritimes Museum) in Rotterdam ist eines der bedeutendsten Seefahrtsmuseen der Niederlande. Es beherbergt, nach der Marinemodellenkamer im Rijksmuseum, die zweitälteste maritime Sammlung in den Niederlanden.

## Geschichte
Für die Öffentlichkeit wurden am 15. Februar 1874 die Türen zum Maritiem Museum des Koninklijke Nederlandsche Yachtclub geöffnet. Zu diesem Zeitpunkt hatte aber die Sammlung bereits eine längere Vorgeschichte. Dieser königliche Jachtclub, von Prinz Hendrik (1820–1879) gegründet, organisierte 1851 die erste in den Niederlanden gestaltete Ausstellung zum Thema Schifffahrt und Schiffbau. Im nächsten Jahr wurde im selben Gebäude eine Modellausstellung eingerichtet. Dafür schenkte der Prinz eine bedeutende Anzahl von Modellen, wertvollen Büchern, Zeichnungen und Gemälden aus seinem Besitz. Weitere Schenkungen von Rotterdamer Reedern und Schiffbaumeistern ließen die Sammlung wachsen. Allerdings verschlang das Gebäude viele Kosten und so war man im Jachtklub auf Extraeinkünfte angewiesen. Neben der Vermietung der Räume an Rotterdamer Firmen sollten Eintrittsgelder für die Modellsammlung dem Problem abhelfen. Die Öffnung gilt noch heute als Geburtsdatum des Museums.
Nach dem Tod des Prinzen 1879 wurde der Jachtklub 1881 aufgelöst und die Stadt Rotterdam übernahm das Museum. Zur Ehrung des Gründers wurde dem Museum der Namen „Prins Hendrik“ hinzugefügt. So hieß das Museum von 1881 bis 1999 Maritiem Museum „Prins Hendrik“ Rotterdam. Als 1930 das Mataró-Modell dem Museum als Leihgabe übergeben wurde, verwendete das Museum eine künstlerische Impression des Modells jahrelang als offizielles Erkennungssymbol und Exlibris.

## Das Gebäude

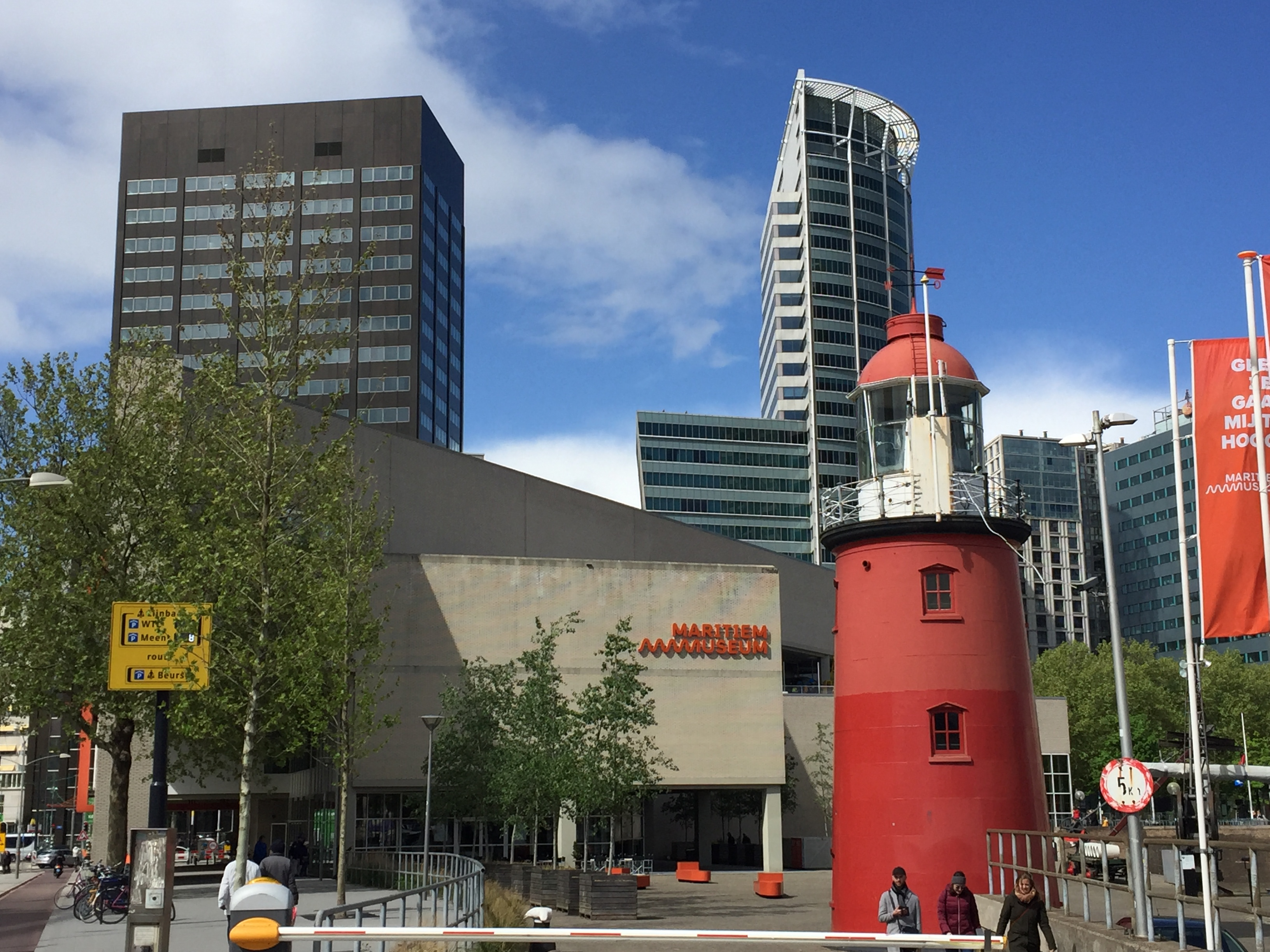
Maritiem Museum (2019)

1949 wurde dem Museum das erste speziell für ein Schifffahrtsmuseum konzipierte Gebäude in den Niederlanden übergeben. Nach einer Zwischenstation bezog das Museum 1986 sein heutiges Quartier im extra errichteten Gebäude am Leuvehaven. Dieses vom bekannten Architekten Wim Quist entworfene Gebäude passt sich auf der einen Seite winklig der Straßenkreuzung an und auf der anderen Seite bietet es eine lange verglaste Schaufront zum Hafenbecken hin. Dadurch entsteht ein dreieckiger Grundriss, der zur lauten Straße hin abschottet. Im Inneren präsentiert sich auf Galerien und versetzten Ebenen die Ausstellung. Diese Ausstellung als so genanntes vademecum mit einer zeitlosen thematischen Konzeption, statt einer chronologischen Ordnung, rief so viele Kritiken hervor, weil gerade die historischen Gegenstände, die man in einem maritimen Museum erwartet, nicht ausgestellt wurden. Deshalb wurde die Schatkamer und das Open Depôt eingeführt.

## Sammlungen
Im Laufe der Zeit haben sich über 1.400 Schiffsmodelle, 300 Gemälde und 5.000 Zeichnungen und Drucke, sowie 145.000 schiffbautechnische Zeichnungen, dazu 2.000 Kartenwerke, 20.000 Buchtitel und etwa 80.000 Fotos angesammelt. Alle Objekte sind über die Datenbank MaritiemDigitaal recherchier- und einsehbar. Daneben werden herausragende Museumsobjekte in der so genannten Schatkamer (Schatzkammer) präsentiert und viele andere sind über das Open Depôt als Studiensammlung sichtbar. Die Bibliothek ist eine Präsenzbibliothek und der Bestand in Freihandaufstellung verfügbar.
Das Maritiem Museum besitzt eines von nur vier erhaltenen Weltkarten des Gerhard Mercator von 1569, auf der erstmals die Mercator-Projektion angewendet wurde. Ein weiteres herausragendes Exponat ist das sog. Mataró-Modell vom Anfang des 15. Jahrhunderts, das als wichtiges Dokument für die Rekonstruktion der Santa Maria bei Kolumbus’ Fahrt nach Westen gilt.